# Pereute callinira
Pereute callinira is een vlindersoort uit de familie van de Pieridae (witjes), onderfamilie Pierinae.
Pereute callinira werd in 1884 beschreven door Staudinger.